# マイシアターD.D.
マイシアターD.D.株式会社（マイシアターディーディー）は、映像コンテンツ配給関連業務を受託する日本の企業。

## 概要
動画配信サービス黎明期であった2011年9月16日、日本テレビ・TBSテレビ・フジテレビ・東宝・電通の合同出資によって設立された。設立当初からデジタル供給事業を行い、権利元企業の作品（邦画、洋画、テレビアニメ、テレビドラマ、バラエティなど）の配信権を預かり、各配信サービス事業者に提供している。
2020年12月18日、定額制動画配信サービスチャンネル「my theater PLUS」がApple TVにて開始されたが、2022年5月に終了した。2022年8月25日からはAmazon Prime Videoにて「マイシアタープラス」としてチャンネルサービスが開始された。

## 主な事業内容
- デジタル配給事業 - 約200社から配信権を預かり、作品の特性に合わせた多様な配信形態に対応した上で各配信サービス事業者が運営するプラットフォームに提供する[4]。
- 作品調達事業 - デジタル配給事業で培った様々なジャンルの作品権利元を持つ各社とのネットワークを活かし、各配信サービス事業者の作品調達業務を受諾する[4]。